# Janovice (Jívka)
Janovice (deutsch Johnsdorf) ist eine Grundsiedlungseinheit der Gemeinde Jívka in Tschechien. Sie liegt fünf Kilometer westlich von Teplice nad Metují nahe der polnischen Grenze und gehört zum Okres Trutnov.

## Geographie
Janovice befindet sich im Nordwesten des Braunauer Berglandes zwischen der Adersbach-Weckelsdorfer Felsenplatte und der Závora (Qualischer Riegel); das sich unmittelbar südlich an Hodkovice anschließende Dorf erstreckt sich auf einer Länge von drei Kilometern im oberen Tal des Dřevíč (Erlitzbach). Nordöstlich erhebt sich die Liščí hora (Fuchsberg, 710 m n.m.), im Osten der Nad Srázem (Schindelgrube, 738 m n.m.) und der Strážný vrch (Wachberg, 656 m n.m.), südöstlich der Čáp (Storchberg, 786 m n.m.), im Süden die Hradiště (Ratschenkoppe, 683 m n.m.), westlich die Přední Hradiště (Vorderratsch, 710 m n.m.) sowie nordwestlich die Krupná hora (Kraupen bzw. Graupenberg, 706 m n.m.).
Nachbarorte sind Hodkovice und die Wüstung Kalousy im Norden, Dolní Adršpach und Bučnice im Nordosten, die Wüstungen Záboř und Záboř im Osten, Skály, Nové Dvorky und Nové Domy im Südosten, Horní Vernéřovice und Petrovice im Süden, Radvanice, Studénka und Slavětín im Südwesten, U Hájovny und Chvaleč im Westen sowie Okrzeszyn im Nordwesten.

## Geschichte
Die erste urkundliche Erwähnung des zum Gut Ober Wekelsdorf gehörigen Dorfes Janowicz erfolgte 1402. 
Im 17. Jahrhundert erwarben die Straka von Nedabylic das Gut. 1713 wurde der Ort als Johnsdorf bezeichnet. Entsprechend dem 1710 von Johann Peter Straka von Nedabylice (1645–1720) niedergelegten Testament flossen die Einnahmen aus Johnsdorf nach dem Tod seines minderjährigen Sohnes Johann Karl in das Kapital zur Gründung einer Straka-Stiftung zur Errichtung einer adeligen Ritterakademie ein. Nachdem der Bau eines Gebäudes für die Ritterakademie das Stiftungsvermögen fast aufgebraucht hatte, verfügte Kaiser Joseph I. 1782 die Verwendung der Einkünfte aus den Stiftungsgütern Liebtschan, Okrauhlitz und Ober Wekelsdorf als eine Stiftung für studierende böhmische Jünglinge adeligen Standes unter der Aufsicht der böhmischen Stände. 1819 wurde ein Schulhaus errichtet, in dem auch die Hottendorfer Kinder unterrichtet wurden.
Im Jahre 1836 bestand das im Königgrätzer Kreis gelegene Dorf Johnsdorf bzw. Janowice aus 130 Häusern, in denen 765 überwiegend deutschsprachige Personen lebten. Zu Johnsdorf inskribiert waren die aus zerteilten Meierhöfen entstandenen Ansiedlungen Neuhöfel (12 Häuser) und Zaboř (5 Häuser). In Johnsdorf gab es eine unter herrschaftlichem Patronat stehende Schule, eine dem hl. Antonius von Padua geweihte Kapelle, zwei Mühlen, eine Brettsäge und ein herrschaftliches Jägerhaus. Im Niederdorf wurde der Erlitzbach im Mühlteich angestaut; bei Zaboř wurden Sandsteinbrüche betrieben. Pfarrort war Böhmisch Ober-Wernersdorf. Haupterwerbsquelle bildete die Landwirtschaft, außerdem lebten in Johnsdorf Handwerker, Bergleute, Flachsbrecher, Weber und Holzfäller. Bis zur Mitte des 19. Jahrhunderts blieb das Dorf dem Stiftungsgut Ober Wekelsdorf untertänig.
Nach der Aufhebung der Patrimonialherrschaften bildete Johnsdorf ab 1849 mit den Ortsteilen Neuhöfel und Zaboř eine Gemeinde im Gerichtsbezirk Politz. 1868 wurde Hottendorf (mit Kalthaus) eingemeindet. Im selben Jahr wurde die Gemeinde dem Bezirk Braunau zugeordnet. Die Schule wurde 1872 vergrößert. In den 1880er Jahren löste sich Hottendorf wieder von Johnsdorf los und bildete eine eigene Gemeinde. 1885 lebten in Johnsdorf 878 Menschen, davon 872 Deutsche. 1894 wurde Johnsdorf Teil des neu gebildeten Gerichtsbezirkes Wekelsdorf.
Im Jahre 1900 hatte das Dorf 723 Einwohner, 1930 waren es 571. Zwischen 1906 und 1908 wurde durch das Erlitzbachtal die Lokalbahn Wekelsdorf–Parschnitz–Trautenau angelegt; auf Johnsdorfer Flur wurde die Bahnstation Johnsdorf-Hottendorf angelegt. 1926 wurde Johnsdorf elektrifiziert. Von 1939 bis 1945 gehörte die Gemeinde zum deutschen Landkreis Braunau. 1939 lebten in Johnsdorf 496 Personen.
Nach dem Zweiten Weltkrieg kam das Dorf zur Tschechoslowakei zurück und die deutschen Bewohner vertrieben. Der Ortsteil Záboř blieb unbewohnt und erlosch. 1949 erfolgte die Eingemeindung von Hodkovice. Im Zuge der Gemeindegebietsreform von 1960 wurde die Gemeinde nach der Aufhebung des Okres Broumov dem Okres Trutnov zugeordnet. 1961 lebten in Janovice 267 Personen. Am 1. März 1980 wurde Janovice nach Jívka eingemeindet, 1981 verlor das Dorf auch den Status eines Ortsteils. Heute ist Janovice ein Erholungsort; im Ort gibt es mehrere Unterkünfte, die zumeist von Wanderern in die Felsenstadt genutzt werden.

## Ortsgliederung
Die Grundsiedlungseinheit Janovice ist Teil des Katastralbezirkes Janovice u Trutnova; dieser umfasst auch die Ansiedlung Nové Dvorky (Neuhöfel), die Wüstung Záboř (Johnsdorfer Saborsch) sowie den westlichen Teil der Adersbach-Weckelsdorfer Felsenplatte (Johnsdorfer Felsen) bis zur Janovická Vlčí rokle (Johnsdorfer Wolfsschlucht).

## Sehenswürdigkeiten
- Kapelle des hl. Antonius von Padua, sie wurde 1725 errichtet und 1930 vergrößert.
- Johnsdorfer Felsen mit der von der Metuje durchflossenen Johnsdorfer Wolfsschlucht.
- Mächtige Winterlinde Lípa u Šimočků mit einer Höhe von 37 m und einem Stammumfang von 4,83 m, im unteren Teil des Dorfes beim Haus Nr. 389, sie ist seit 2001 als Baumdenkmal geschützt[4]